# Диптерокарпус крылатый
Диптерока́рпус крылатый, или двукрылоплодник крылатый  (лат. Dipterocarpus alatus) — вид тропических деревьев из рода Диптерокарпус семейства Диптерокарповые. 

## Распространение
Диптерока́рпус крылатый распространён от Индии и Андаманских островов до Камбоджы, Лаоса, Таиланда и Вьетнама. Встречается в вечнозелёных лесах до высоты 500 метров над уровнем моря.

## Описание
Дерево высотой  40 метров (иногда до 70 метров). Высокий прямой ствол цилиндрической формы достигает 150 см в диаметре. Высота широкой кроны с небольшими кожистыми листьями 15 м.  Плоды крылатого диптерокарпуса представляют собой орешек с двумя крыльями, что позволяет им кружиться в воздухе.

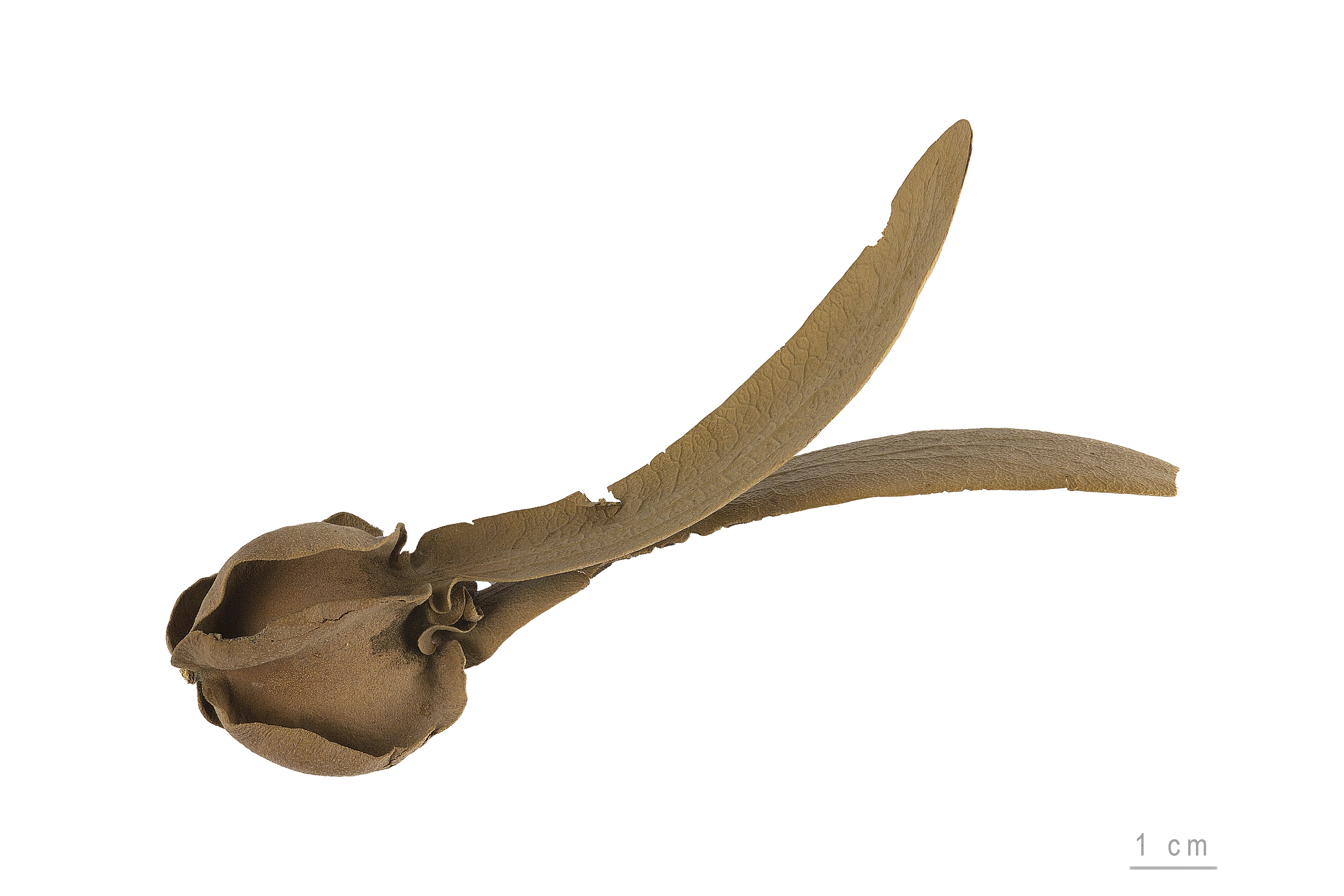
Плод крылатого диптерокарпуса